# Chris DiMarco
Pour les articles homonymes, voir DiMarco.
Chris DiMarco, né le 23 août 1968 à Huntington, État de New York, est un golfeur américain.
Chris « the Claw » DiMarco (La Pince), est surtout connu pour son dernier tour du Masters  2005, tour qu'il dispute avec Tiger Woods. Lorsque celui-ci prend la tête à la fin du 3e tour avec un point d'avance sur DiMarco, chacun s'attend à un dernier tour où le Tigre va écraser son adversaire de la dernière partie.
Mais DiMarco compense un déficit régulier d'une soixantaine de mètres sur le drive par une grande volonté et un formidable petit jeu. Cela oblige Woods à un play-off sur le 18e trou dont il termine finalement vainqueur. 
Lors du Britsh Open 2006, il est le dernier à contester la victoire finale de Tiger Woods avec une belle série de birdies lors du retour du 4e tour, mais Woods réalise aussi un très grand dernier tour avec 67 ce qui lui octroie la victoire avec deux coups d'avances.

## En bref
- Pro depuis : 1990